# Harleyodendron unifoliolatum
Genre
Espèce
Classification phylogénétique
Harleyodendron unifoliolatum est une espèce de plantes à fleurs dicotylédones de la famille des Fabaceae, sous-famille des Faboideae, originaire du Brésil. C'est l'unique espèce acceptée du genre Harleyodendron (genre monotypique).